# Guyomarch II de Léon
Pour les articles homonymes, voir Guyomarch de Léon.
Guyomarch II de Léon (mort en 1103) aurait succédé comme vicomte de Léon à son grand-père Guyomarch Ier de Léon

## Origine
Il  a été avancé qu'il était le fils d'un certain  Éhuarn.Toutefois dans un ouvrage récent, selon Joëlle Quaghebeur, cet Ehuarn est en fait, un « vicomte de Cornouaille » c'est-à-dire un vicomte du Faou. Par ailleurs une charte du Cartulaire de Abbaye Saint-Georges de Rennes mentionne aussi un Guyomarch, fils d'Alain, lui-même fils d'un autre Guyomarch selon une autre charte du même cartulaire.Il semble donc que Guyomarch II succède à son grand-père putatif et homonyme Guyomarch Ier.
En 1066, il participa à la conquête de l'Angleterre avec Guillaume le Conquérant et obtint la terre d'Ask, des terres dans les comtés de Richmond et en Essex. Croisé en 1096 il fut fait prisonnier. Sa mort est relevée par le Chronicon Britannicum  qui précise que Guyomarch II de Léon est tué en 1103 par ses propres sujets.

## Mariage et descendance
Il épouse Orven de Cornouaille, dont il a deux enfants
- Emme (morte vers 1092) épouse de Eudon Ier, fils de Josselin de Porhoët
- Hervé Ier qui lui succède[8].

D'une maîtresse inconnue, Guyomarch a un fils illégitime :
- Hervé.

## Dans la littérature
Guigemar, héros du Lai de Guigemar de Marie de France, aurait été inspiré par Guyomarch II de Léon : L'histoire se déroule en Bretagne sous le règne d’Hoilas (peut-être le duc Hoël II), dont l’un des barons, seigneur de Liun (Léon) a une fille, Noguent, et un fils, Guigemar (Guyomarch),.